# Clinton (Missisipi)
Clinton – miasto w Stanach Zjednoczonych, w stanie Missisipi, w hrabstwie Hinds.